# ミヒル・ド・ヴァン
ミヒル・アルナウト・コル・ド・ヴァン（1973年オランダ北ブラバント州ソン・エン・ブレーゲル生）は、オランダ語学者・印欧語学者。ライデン大学で印欧比較言語学、歴史言語学、方言学を教えた。 ド・ヴァンは、1991年に入学してからスイスのローザンヌ大学に移る2014年まで、当初は学生として、後には教員としてライデン大学に在籍した。
ド・ヴァンの研究領域は広大であり、リンブルフ語、オランダ語、ゲルマン諸語、アルバニア語、インド・イラン諸語と、印欧言語学・文献学にまたがる。ド・ヴァンは百超の論文を出版し、数冊の本を著し、国際会議のプロシーディングと印欧語族のハンドブックの編集も手掛けている。ド・ヴァンはライデン大学を中心としたインド・ヨーロピアン・エティモロジカル・ディクショナリー計画において、ラテン語とその他のイタリック語を担当している。

## 著書
- (共著) Martínez, Javier (2001). Introducción al avéstico. Madrid: Ediciones Clásicas
  - 英訳:  Introduction to Avestan. Leiden / Boston: Brill. (2014)
- The Avestan Vowels. Amsterdam/Atlanta: Rodopi. (2003)
- (編集者) Germanic Tone Accents: Proceedings of the First International Workshop on Franconian Tone Accents (= Zeitschrift für Dialektologie und Linguistik 131). Leiden/Stuttgart: Franz Steiner Verlag. (2003/6/13―14)
- (英語) Etymological Dictionary of Latin and the other Italic Languages. Brill. (2008). ISBN 9789004167971
- (共著) Lubotsky, Alexander (2010). Van Sanskriet tot Spijkerschrift. Breinbrekers uit alle talen. Amsterdam: Amsterdam University Press
- (査読者・編集者) Beekes, Robert S.P., ed (2011). Comparative Indo-European Linguistics: An Introduction, 2nd edn. Revised and corrected by Michiel de Vaan. Amsterdam / Philadelphia: John Benjamins
- (共著・国際会議プロシーディング)Bremmer, Rolf H. Jr, ed (2012). Sporen van het Fries en de Friezen in Noord-Holland. It Beaken: Tijdschrift van de Fryske Akademy, nr. 74
- The Dawn of Dutch: Language contact in the western Low Countries before 1200. John Benjamins. (2017)